# Sogno di una notte di mezza sbornia
Sogno di una notte di mezza sbornia è una commedia teatrale del 1936 di Eduardo De Filippo, riadattata liberamente dalla pièce di Athos Setti intitolata L'agonia di Schizzo.

## Trama

### Atto I
Pasquale Grifone, napoletano, vive in un basso con la sua famiglia, riceve in sogno la visita di Dante Alighieri. Il poeta suggerisce all'uomo, annebbiato dai fumi dell'alcol, quattro numeri da giocare al lotto, sottolineando che essi rappresentano anche la data della sua morte, che pertanto avverrà circa tre mesi dopo la vincita milionaria. L'uomo inizia a comportarsi in una strana maniera: attende con trepidazione l'estrazione dei numeri, arrivando anche a far licenziare suo figlio Arturo nell'entusiasmo; al tempo stesso, tuttavia, teme che la predizione si riveli giusta anche sulla data della sua dipartita. Dopo poco tempo, come aveva predetto Dante, i numeri vengono effettivamente estratti e Pasquale vince una forte somma di denaro: la felicità dell'uomo è però offuscata dalla profezia della sua morte.

### Atto II
Due mesi dopo la vincita, la famiglia di Pasquale si è trasferita in un costoso appartamento con tanto di servitù; tutti i componenti si comportano come gran signori, in particolare la moglie di Pasquale, Filomena. L'unico che non riesce a gioire della nuova vita è, ovviamente, Pasquale, terrorizzato dalla possibilità della sua imminente morte. A nulla valgono i tentativi di Filomena, di suo figlio Arturo e di sua figlia Gina, volti a spazzar via quella che considerano una sciocca superstizione. L'uomo si comporta in maniera sempre più sconsiderata, arrivando a mandare all'aria il matrimonio di Gina con il ricco americano Jack e a sperperare gran parte del patrimonio in ambigue opere di carità, atte a guadagnarsi il paradiso. I famigliari minacciano allora di farlo interdire, ma lui a sua volta minaccia di ucciderli tutti con una pistola, salvo poi scoppiare in una risata e rivelare che voleva solo far provare loro la propria angoscia nel vedersi la morte accanto.

### Atto III
Un mese dopo è arrivato il giorno annunciato da Dante. La famiglia si veste a lutto: tutti, ormai, sono convinti che quelli siano davvero gli ultimi momenti di vita del padre di famiglia, anche perché Pasquale sostiene di sentirsi molto male. Allo scoccare delle tredici, l'ora fatidica, Pasquale crolla a terra. Mentre i famigliari scoppiano in pianti disperati entra in scena il medico, il quale si rende conto immediatamente che Pasquale è vivo e vegeto, solo svenuto per la grande apprensione. Questi, preso dall'euforia, invita il medico a pranzo per festeggiare lo scampato pericolo, ma il medico declina l'offerta sostenendo di avere un impegno proprio alle ore tredici. Pasquale e la famiglia lo invitano a rimanere, convinti che le tredici siano ormai passate, ma il medico dà una sentenza terribile: l'orologio di Pasquale è mal regolato, e alle tredici mancano ancora cinque minuti. Il sipario cala lasciando incerta la sorte di Pasquale.

## Adattamenti
Nel 1959 fu realizzata una versione televisiva della commedia Sogno di una notte di mezza sbornia con la regia dello stesso Eduardo De Filippo.